# Richard Winters
Richard Davis Winters (New Holland, 21 de janeiro de 1918 - Hershey, 2 de janeiro de 2011) foi um oficial do Exército dos Estados Unidos que serviu como paraquedista na "Easy Company" do 506.º Regimento de Infantaria Paraquedista da 101ª Divisão Aerotransportada durante a Segunda Guerra Mundial.
Winters foi interpretado na minissérie da HBO Band of Brothers pelo ator britânico Damian Lewis.

## Juventude
Winters cresceu nas proximidades de Ephrata, Pensilvânia, Estados Unidos, e formou-se em Administração em 1941 pelo Franklin and Marshall College. Enquanto estudava na faculdade, Winters pintou torres elétricas para obter um dinheiro extra. Na sua autobiografia Beyond Band of Brothers: The War Memoirs of Major Dick Winters, ele é visto no topo de uma das torres.

## Durante a Segunda Guerra Mundial

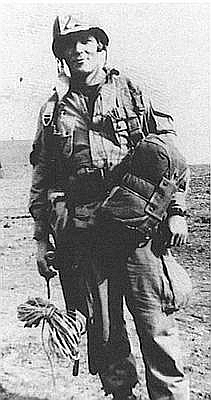
Richard Winters em Camp Toccoa, 1942

Winters alistou-se no Exército em 1941. Após a graduação do treinamento básico ele foi selecionado para frequentar a Escola de Oficiais do Exército norte-americano. Ali conheceu seu amigo Lewis Nixon, com o qual ele passaria toda a Segunda Guerra Mundial, na 101ª Divisão Aerotransportada. Como membro inicial da Companhia E ("Easy Company"), Winters começou a trabalhar como líder pelotão após graduar-se no programa da Escola de Oficiais do Exército norte-americano em Fort Benning, Georgia, EUA.  Durante o treinamento inicial de paraquedismo no Campo militar de Toccoa, no estado da Geórgia, Winters engajou-se na Companhia E como Oficial e foi promovido a Primeiro Tenente enquanto o comandante inicial ainda era o Capitão Herbert Sobel.
Após o envio da 101ª Divisão Aerotransportada para a Inglaterra, surgiram reclamações dos sub-oficiais da Easy Company naquilo que o próprio Winters mais tarde chamaria de "motim". O capitão Sobel foi substituído pelo primeiro-tenente Thomas Meehan III no comando da Easy Company pouco antes do Dia D (invasão das forças aliadas no território francês, sob domínio alemão, conhecida como Operação Overlord).
Em 6 de junho de 1944, aproximadamente às 01:15h, o C-47 que carregava a equipe de pára-quedistas número 66, levando Meehan e o quartel-general da Easy Company, foi abatido pela bateria antiaérea alemã matando todos a bordo da aeronave. Desconhecendo o destino de seus companheiros, Winters assumiu o comando da Easy Company. Ele permaneceu como comandante da Easy Company durante toda a Batalha da Normandia.
Após pousar seu pára-quedas fora da rota prevista, perto de Sainte-Mère-Église e tendo perdido sua arma durante o salto, o tenente Winters conseguiu identificar a sua localização, agrupou alguns pára-quedistas, que também pousaram fora da área prevista, e marchou na direção do seu objetivo perto de Sainte-Marie-du-Mont.
O tenente Winters foi indicado para receber a Medalha de Honra (condecoração mais alta dos EUA) por liderar o pelotão que destruiu uma bateria de canhões Obus alemães de 105 mm que disparavam nas vias de acesso que serviam como saídas principais da praia de Utah durante a invasão do Dia D. As armas eram defendidas por uma guarnição de, pelo menos, 50 alemães. Winters tinha somente 12 homens. A tomada dos canhões alemães ocorreu ao sul de Le Grand-Chemin e frequentemente é lembrada como Operação Brécourt Manor. Além de ter tomado a bateria de canhões, Winters também encontrou um mapa detalhando todas as posições da defesa alemã na área da praia de Utah. A condecoração foi rebaixada para Distinguished Service Cross, a segunda maior condecoração militar por combate, em função de uma política de premiação de somente uma Medalha de Honra por Divisão. O tenente-coronel Robert G. Cole do 502º Regimento fora o soldado da 101ª Divisão Aerotransportada premiado com a Medalha de Honra por liderar uma carga de baionetas em uma fazenda defendida perto de Carentan. Após o lançamento da mini-série para televisão Band of Brothers foi lançado um abaixo-assinado visando a premiação da Medalha de Honra retroativamente, ao major Winters. A própria Operação Brécourt Manor ainda é estudada em academias militares ao redor do mundo com um exemplo clássico de tática de pequenas unidades. Em julho de 1944, foi promovido a Capitão.
Durante o decorrer da Operação Market Garden na Holanda, em setembro de 1944, Winters recebeu tarefas de oficial executivo no 2º Batalhão, 506º Regimento de Infantaria de Páraquedistas. Apesar de tais tarefas serem de responsabilidade de um major, ele assumiu as responsabilidades enquanto ainda era capitão. Durante a Campanha na Holanda, o capitão Winters liderou um ataque bem sucedido com 20 membros da Easy Company contra uma força de 200 soldados alemães.
Em 16 de dezembro de 1944 os alemães lançaram uma contra-ofensiva contra os Aliados na Bélgica. Após a transferência da 101ª Divisão Aéra para Bastogne, na Bélgica, em 18 de dezembro, o capitão Winters (como comandante executivo do 2º Batalhão e da Easy Company) manteve as linhas de batalha a nordeste, próximo à pequena cidade de Foy durante o que tornou-se conhecido com a Batalha das Ardenas.
Toda a 101ª Divisão Aerotransportada e partes da 10ª Divisão blindada americana detiveram diversas Divisões de elite alemãs por quase uma semana, antes que parte do 3º Exército norte-americano cruzasse as linhas de defesa alemãs ao redor de Bastogne. Ele foi promovido a Major logo após a Batalha das Ardenas. Winters e a Companhia E continuaram a marchar Europa a dentro até que em abril de 1945, o 2º Batalhão entrou na Baviera. Em maio, ele e seus homens capturavam o Berchtesgaden, também chamado de O ninho da Águia. Logo depois, a Companhia Easy tomava a cidade de Thalham, no interior da Alemanha. Em 8 de maio de 1945, Winters e a 101ª Divisão Aerotransportada foi notificada oficialmente da rendição da Alemanha Nazista. Em 29 de novembro de 1945, Richard Winters deu baixa no exército.

## Após a Segunda Guerra Mundial

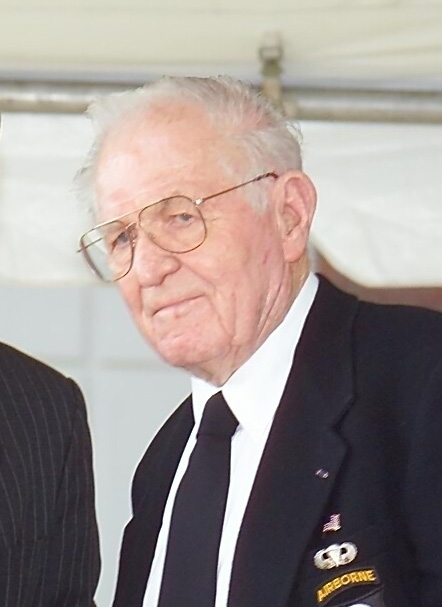
Richard Winters em 2004.

Winters trabalhou por algum tempo com seu amigo dos tempos de guerra Lewis Nixon nos negócios da família de Nixon. Voltou a ser convocado durante a Guerra da Coreia para treinar a infantaria e os Rangers do exército americano entre 1950 e 1953. Após este segundo período de serviço militar, Winters administrou seus próprios negócios, vendendo ração animal para fazendeiros no estado da Pennsylvania. Ele e sua esposa Ethel compraram uma pequena fazenda onde Winters construiu sua casa, pedra sobre pedra e criou seus filhos, Tim e Jill. Aposentou-se em Hershey, na Pennsylvania, perto da cidade de Harrisburg. Winters tornou-se um ícone de sua geração com o livro de Stephen Ambrose, Band of Brothers: E Company, 506th Regiment, 101st Airborne from Normandy to Hitler's Eagle's Nest de 1992 e com a mini-série da HBO Band of Brothers, basedo no livro.
Winters foi matéria do livro Biggest Brother: The Life of Major Dick Winters, The Man Who Led the Band of Brothers, escrito por Larry Alexander e publicado em 2005. Também escreveu suas próprias memórias: Beyond Band of Brothers: The War Memoirs of Major Dick Winters a duas mãos com o historiador militar e coronel aposentado do exército, Cole C. Kingseed, publicado no início de 2006.
Apesar de sempre ser muito elogiado, Winters permaneceu humilde sobre o papel que desempenhou. Em um dos episódios da série Band of Brothers, Winters citou um trecho de uma carta que recebeu do Sargento Mike Ranney, "Eu guardo as lembranças de uma pergunta que o meu neto me fez outro dia quando me disse: "Vovô, você foi um herói na guerra?" Vovô disse "não ... mas eu servi em uma companhia de heróis."
Winters residiu em Hershey, Pensilvânia, e morreu em 2 de janeiro de 2011 num asilo na cidade de Campbelltown, Pensilvânia. Ele foi enterrado no cemitério da Igreja Evangélica Luterana Bergstrasse em Ephrata, Pensilvânia, em uma cerimônia particular. Há vários anos sofria da doença de Parkinson. Está enterrado ao lado de seus pais na sepultura da família Winters onde esta escrito Richard D. Winters WW II 101st Airborne.

## Medalhas e Condecorações
- Distinguished Service Cross (EUA)
- Bronze Star Medal
- Purple Heart
- Presidential Unit Citation
- American Defense Service Medal
- National Defense Service Medal
- European-African-Middle Eastern Campaign Medal com três estrelas
- World War II Victory Medal
- Army of Occupation Medal
- French Liberation Medal
- Belgian WWII Service Medal
- Combat Infantryman Badge
- Parachutist Badge com duas estrelas de combate
- Medal of the City of Eindhoven